# Вышный Мирошов

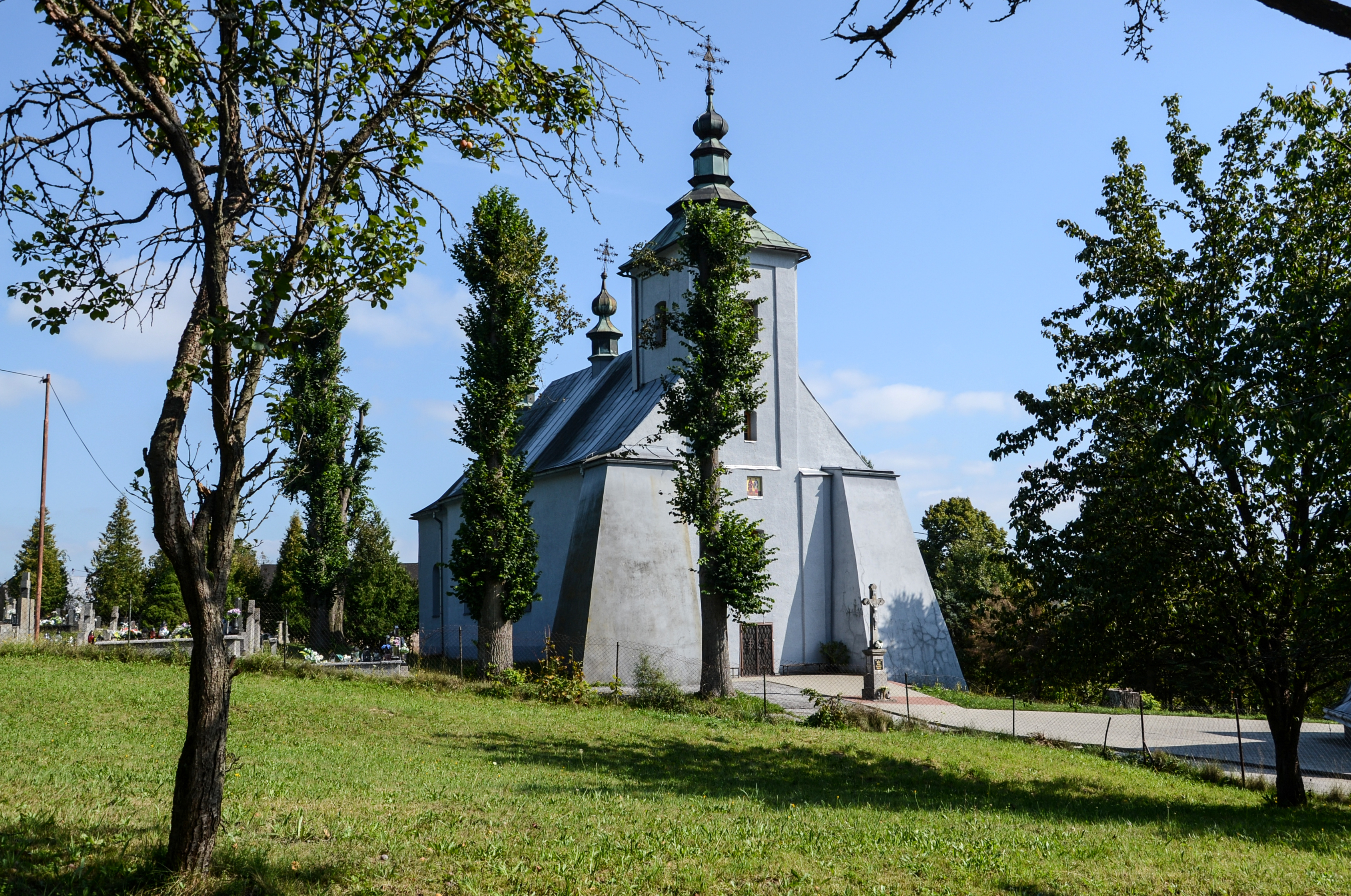
Церковь в Вышном Мирошове

Вышный Мирошов (словац. Vyšný Mirošov, русин. Вышнїй Мирошів, венг. Felsőmerse, Фельзомерзе) — село и муниципалитет в Свидницком районе Прешовского края на северо-востоке Словакии.

## История
В исторических записях село впервые упоминается в 1567 году.

## Население
| Год:                | 1994 | 2004     | 2014    | 2024    |
| ------------------- | ---- | -------- | ------- | ------- |
| Количество человек: | 533  | 590      | 597     | 572     |
| Разница:            |      | +10,69 % | +1,18 % | −4,18 % |

## География
Муниципалитет расположен на высоте 344 метра и занимает площадь 12 708 кв. км². Население составляет около 584 человек.